# Aaron Parks
Aaron Parks, est un pianiste américain de jazz né le 7 octobre 1983 à Seattle. Il fait partie du collectif James Farm.
Il joué avec de nombreux musiciens, dont Joshua Redman, Ferenc Nemeth, Mike Moreno, Christian Scott, Gretchen Parlato, Ambrose Akinmusire, Kurt Rosenwinkel ou encore Dhafer Youssef.

## Biographie
Aaron Parks commence l'étude du piano dès son jeune âge. Il entre à 14 ans à l'Université de Washington, où il étudie les mathématiques, l'informatique et la musique.
Repéré pour son grand talent, il entre à 16 ans à la Manhattan School of Music, où il étudie avec Kenny Barron.
Il collabore dès ses 18 ans avec le trompettiste Terence Blanchard. Ils enregistreront quatre albums entre 2003 et 2007.
Le 13 décembre 2015, alors qu'il est en tournée avec le saxophoniste russe Zhenya Strigalev, il s'évanouit avec le deuxième set au Vortex de Londres. Il passe quatre jours à l'hôpital puis rentre à New York, où il reste pendant plusieurs mois à jouer chez lui avec des amis, puis dans les clubs de la ville.

## Récompenses
- 2001 : Cole Porter Fellow of the American Pianists Association (en)[4]
- 2006 : 3e place de la Thelonious Monk International Jazz Piano Competition
- 2016 : « 25 for the Future » pour DownBeat[3]
- Jas Hennessy Piano Solo Competition à Montreux : 3e place[Quand ?]

## Discographie

### En tant que leader
- 2000 : First Romance (Keynote)
- 2008 : Invisible Cinema (Blue Note)
- 2013 : Arborescence (ECM)
- 2018 : Little Big (Ropeadope Records)
- 2022 : Little Big II : Dreams of a Mechanical Man (Ropeadope Records)
- 2023 : Live in Berlin, avec Little Big (autoédité par Aaron Parks)

### En tant que co-leader
- 2011 : James Farm, avec James Farm (Nonesuch)
- 2014 : City Folk, avec James Farm (Nonesuch)
- 2015 : Duets in June, avec Thomas Maintz (Beach Farm)
- 2016 : Groovements, avec Thomas Fonnesbæk et Karsten Bagge (Stunt Records)
- 2017 : Find The Way, avec Ben Street et Billy Hart (ECM)
- 2022 : Volume One, avec Matt Brewer et Eric Harland (autoédité par Aaron Parks)
- 2022 : Volume Two, avec Matt Brewer et Eric Harland (autoédité par Aaron Parks)

### En tant que sideman
Avec Terence Blanchard
- 2003 : Bounce
- 2005 : Flow
- 2006 : bande originale d'Inside Man : L'Homme de l'intérieur de Spike Lee
- 2007 : A Tale of God's Will (A Requiem for Katrina)

Avec Daisuke Abe
- 2005 : On My Way Back Home

Avec Amanda Baisinger
- 2006 : Short Songs (EP)

Avec Walter Smith III
- 2006 : Casually Introducing Walter Smith III

Avec Patrick Cornelius
- 2006 : Lucid Dream

Avec Ferenc Nemeth
- 2007 : Night Songs

Avec Mike Moreno
- 2007 : Between the Lines
- 2011 : First In Mind

Avec Kendrick Scott
- 2007 : The Source

Avec Christian Scott
- 2007 : Anthem

Avec Matt Penman
- 2008 : Catch of the Day

Avec Ambrose Akinmusire
- 2008 : Prelude ... to: Cora

Avec Will Vinson
- 2008 : Promises

Avec Justin Vasquez
- 2008 : Triptych

Avec Anders Christensen
- 2009 : Dear Someone

Avec Gretchen Parlato
- 2009 : In A Dream

Avec CANT
- 2011 : Dreams Come True

Avec Kurt Rosenwinkel
- 2012 : Star of Jupiter

Avec Matteo Sabattini
- 2012 : Metamorpho (Fresh Sound New Talent)

Avec Christian Vuust
- 2014 : Urban Hymn (Aero Music)

Avec Luigi Masciari
- 2016 : The G-Session (Tosky Records)

Avec Minco Eggersman et Theodoor Borger
- 2020 : Unifony II (Music On Vinyl)

Avec Ivo Perelman
- 2021 : Brass and Ivory Tales (Fundacja Słuchaj!)